# 小行星8198
小行星8198（英語：8198）是一颗围绕太阳公转的小行星。1993年11月11日，上田清二、金田宏在钏路市发现了此天体。
这颗小行星的绝对星等为117.97826等。